# Oddworld Inhabitants
Oddworld Inhabitants ist ein US-amerikanischer Spieleentwickler, der durch die Oddworld-Reihe bekannt wurde. Der Firmensitz liegt derzeit in Berkeley, Kalifornien.

## Geschichte

### 1994–1999: Anfangsjahre
Die Oddworld Inhabitants (deutsch: Oddworld-Bewohner) wurden im Oktober 1994 als OffWorld Entertainment, Inc. von Sherry McKenna und Lorne Lanning gegründet. McKenna und Lanning waren zuvor als Spezialisten für Visuelle Effekte für das Filmstudio Rhythm & Hues tätig. Anlass für die Studiogründung war Lannings Wunsch, mit Hilfe computergenerierter Grafik eigene Geschichten realisieren und gleichzeitig die volle kreative Kontrolle über das Produkt und die Marke behalten zu können. Als er Anfang der 1990er Jahre zu dem Schluss kam, dass beides in der Filmbranche zu diesem Zeitpunkt nicht möglich sei, beschloss er in der aufstrebenden Spielebranche Fuß zu fassen. Er überzeugte McKenna sich ihm anzuschließen, nachdem er mit Hilfe des Investors Gary Vickers, zu diesem Zeitpunkt Geschäftsführer des Unternehmens Creative Programming and Technology Ventures (CPTV), das notwendige Startkapital von 3,5 Millionen US-Dollar für die Firmengründung besorgen konnte. Auf Wunsch Vickers’ siedelte sich das Unternehmen in San Luis Obispo (Kalifornien) an, in dem auch das zu CPTV gehörende Unternehmen Alexandria seinen Sitz hatte.
Lorne Lanning und sein Entwickler-Team setzten sich zum Ziel, eine fünfteilige Reihe zu veröffentlichen, Quintology genannt, die sich mit der Oddworld-Welt und deren Charakteren befasst. Das erste Spiel des Teams war Oddworld: Abe’s Oddysee, dessen Entwicklungsarbeiten im Januar 1995 begannen. Am 17. September 1996 veräußerte Investor Creative Programming and Technology Ventures, Inc. seinen 50%igen Firmenanteil an Oddworld Inhabitants an den US-amerikanischen Publisher GT Interactive, der damit auch die weltweit exklusiven Veröffentlichungsrechte für das Spiel erwarb. Unter GT Interactive wurde der Titel des Spiels von Soul Storm zu Abe’s Oddysee geändert. Im Jahr 1997 erschien das Erstlingswerk schließlich für PlayStation und Windows. Oddworld: Abe’s Oddysee sorgte durch seine Render-Optik und durch das innovative Spielprinzip für positive Kritiken bei den Käufern. Der Spieler steuert die Spielfigur Abe durch eine skurrile Spielewelt, die von verschiedenen Kreaturen bewohnt wird. Das skurrile und zugleich innovative Spielprinzip war weltweit erfolgreich. Im Rahmen seines Quartalsberichts am 17. Februar 1998 verkündete GT Interactive den Verkauf von einer Million Kopien des Spiels. Insgesamt wurde Abe’s Oddysee 3,5 Millionen Mal verkauft.
Aufgrund des überraschenden Verkaufserfolgs wurde eine schnelle Fortsetzung beschlossen, die jedoch nicht zur ursprünglich geplanten Quintology gezählt wurde und abermals den Charakter Abe in der Hauptrolle beinhaltete. Die Fortsetzung Oddworld: Abe’s Exoddus erschien bereits im November 1998 in Deutschland und bot bis auf eine Quick-Save-Funktion nur wenige Neuerungen gegenüber dem Vorgänger. Im selben Monat, am 27. November 1998, veröffentlichte Oddworld Inhabitants zudem einen knapp 15-minütigen Animationsfilm mit dem Titel Oddworld: Abe’s Exoddus: The Movie. Er wurde aus Zwischensequenzen des Spiels und einigen speziell für den Film entworfenen Szenen zusammengestellt. Dieser wurde von GT Interactive in den Laemmle Theaters in Los Angeles aufgeführt und als Kandidat für die Oscar-Nominierungen eingereicht, wurde aber nicht berücksichtigt.

### 2000–2005: Xbox-Jahre und Rückzug vom Spielemarkt

Logo zu Munch's Oddysee

Nach Abe’s Exoddus arbeiteten die Oddworld Inhabitants an der Fortführung der Quintology, die neben einer neuen 3D-Grafikengine auch neue Ideen bieten sollte. Im April 1999 wurde Oddworld: Munch’s Oddysee für die PlayStation 2 angekündigt. Im Oktober 2000 wurde die Entwicklung des Spieles jedoch unterbrochen und für Microsofts kommende Xbox-Konsole weitergeführt. Der abrupte Plattformwechsel löste in Kundenkreisen zum Teil heftige Reaktionen bis hin zu Todesdrohungen aus. Oddworld: Munch’s Oddysee erschien schließlich im November 2001 als Starttitel für die Xbox. Microsoft hoffte sich mit dem Titel als familienfreundliche Konsole positionieren und Munch’s Oddysee als Konkurrenzprodukt zu Nintendos Super Mario platzieren zu können. Der wegen des Verkaufsstarts nicht vorhandene Spielraum für eine verlängerte Entwicklung zwang das Unternehmen jedoch zu Kürzungen bei den Spielinhalten. Das Spiel wirkte bei Erscheinen in Teilen unfertig, erhielt verhaltene Kritiken und verkaufte sich nur noch rund 500.000 Mal. Zudem verlagerte sich Microsofts Vermarktungsschwerpunkt durch den großen Erfolg von Halo zunehmend. Obwohl Microsoft nach der Veröffentlichung von Munch’s Oddysee die Zusammenarbeit mit Oddworld Inhabitants beendete und nicht weiter als Publisher für den angekündigten Nachfolger fungierte, erwarb der Konzern am 15. Juni 2004 des 50%igen Firmenanteil des mittlerweile unter dem Namen Atari firmierende Anteilseigners GT Interactive. Zum selben Zeitpunkt erwarb Electronic Arts die Veröffentlichungsrechte für den vierten Oddworld-Titel.

Logo zu Strangers Vergeltung

Nachdem Munch’s Oddysee bei den Käufern sowie Kritikern einen zwiespältigen Eindruck hinterlassen hatte, entschlossen sich Oddworld Inhabitants, mehr Zeit in ihr nächstes Spiel zu investieren. Im Januar 2005 erschien Oddworld: Strangers Vergeltung für die Xbox. Das Spiel wich vom bisherigen Spielprinzip der Vorgängertitel ab und markierte eine deutliche Abkehr von der kindlich-albernen Atmosphäre der bisherigen Spiele. So steuert man einen namenlosen Kopfgeldjäger in Westernmanier durch Oddworld-typische Landschaften, muss Aufträge erfüllen und besitzt Waffen mit lebendiger Munition. Die Entwicklung wurde überschattet von Querelen zwischen Oddworld Inhabitants und Publisher Electronic Arts, unter anderem wurde die geplante Portierung auf PlayStation 2 gestrichen. Trotz positiver Kritiken war das Spiel kein finanzieller Erfolg, statt der für Erreichen der Gewinnschwelle notwendigen 1,6 Millionen Kopien wurden nur 600.000 abgesetzt, Oddworld Inhabitants schrieb Verluste. Die Entwicklung des in Zusammenarbeit mit Majesco Entertainment angekündigten Nachfolgespiels Oddworld: The Brutal Ballad of Fangus Klot wurde daher abgebrochen. Im April 2005 gab Lorne Lanning bekannt, dass Oddworld Inhabitants seinen Firmensitz nach Berkeley verlegt und gleichzeitig die Arbeiten als Spieleentwickler eingestellt habe. Stattdessen wolle man sich zukünftig auf die Erarbeitung von Erzähl- und Handlungskonzepten beschränken und auf den Kino- und Fernsehbereich konzentrieren. Als Begründung nannte Lanning die Unzufriedenheit mit dem Publisher-Finanzierungsmodell. Im Oktober 2006 wurde das Filmprojekt Citizen Siege angekündigt, das jedoch nicht vollendet wurde.

### 2010: Rückkehr auf den Spielemarkt
Im Juli 2010 kündigte das britische Entwicklungsstudio Just Add Water an, in enger Zusammenarbeit mit Sherry McKenna und Lorne Lanning an neuen Spielen aus dem Oddworld-Universum zu arbeiten, an „verschiedenen Projekten auf diversen Plattformen“. Mit der Rückkehr Oddworld Inhabitants’ in den Spielesektor konzentrierte sich das Unternehmen vorerst auf die Neuveröffentlichung seiner Titel per digitaler Distribution, um mit Hilfe dieser Einnahmen möglicherweise einen neuen Titel entwickeln zu können. Nach den Auseinandersetzungen mit Electronic Arts veröffentlichte die Firma seither im Eigenvertrieb, um weiterhin die volle Kontrolle über die Marke zu behalten. Als erste Veröffentlichung seit 2005 wurde am 20. Dezember 2010 die OddBoxx, eine Sammlung aller vier Oddworld-Spiele, auf der Online-Distributionsplattform Steam für Windows freigegeben. Dies stellte gleichzeitig die erste Veröffentlichung von Munch’s Oddysee und Strangers Vergeltung auf der PC-Plattform dar. Den nächsten Schritt stellte die von Just Add Water übernommene Überarbeitung aller bisherigen Titel und Neuveröffentlichung auf weiteren Plattformen dar. Den Anfang machte Strangers Vergeltung, da es zum einen der jüngste und laut Eigenangaben am schnellsten umsetzbare Titel war, zum anderen weil das Spiel vollständig auf eigener Technologie von Oddworld Inhabitants basierte. Im Dezember 2011 erschien das HD-Remake von Oddworld: Strangers Vergeltung für PlayStation 3 und am 19. Dezember 2012 für PlayStation Vita, jeweils als Downloadtitel über das PlayStation Network. Die PC-Version wurde am 14. September 2012 als kostenloses Upgrade für die Download-Version des Spiels veröffentlicht. Ebenfalls am 19. Dezember 2012 erschien via PlayStation Network Munch’s Oddysee HD für PlayStation 3.

## Spiele
- 1997: Oddworld: Abe’s Oddysee (PlayStation, PC)
- 1998: Oddworld: Abe’s Exoddus (PlayStation, PC)
- 2001: Oddworld: Munch’s Oddysee (Xbox, Game Boy Advance, Mac, PC) (PC-Version über Steam)
- 2005: Oddworld: Strangers Vergeltung (Oddworld: Stranger’s Wrath) (Xbox, Mac, PC) (PC-Version über Steam)
- 2012: Oddworld: Strangers Vergeltung HD (Oddworld: Stranger’s Wrath HD) (PlayStation 3, PC, PlayStation Vita, Nintendo Switch)
- 2012: Oddworld: Munch’s Oddysee HD (PlayStation 3, PlayStation Vita)
- 2015: Oddworld: New ’n’ Tasty! (PlayStation 3, PlayStation 4, Wii U, Windows, Linux, Mac, PlayStation Vita, Xbox One)
- 2021: Oddworld: Soulstorm (PlayStation 4, PlayStation 5, Windows)